# Ochlerotatus cyprioides
Ochlerotatus cyprioides is een muggensoort uit de familie van de steekmuggen (Culicidae). De wetenschappelijke naam van de soort is voor het eerst geldig gepubliceerd in 1982 door Danilov & Stupin.